# 哈德良别墅
41°56′31″N 12°46′31″E / 41.94194°N 12.77528°E
哈德良别墅或哈德良離宮（Villa Adriana）（125—134年）2世纪时罗马皇帝哈德良在蒂沃利建造的度假山莊。被认为是罗马帝国的富裕和优雅在建筑上的集中体现。占地约18平方公里，为皇家花园城市。建筑物随地形起伏布置，包括浴场及附属建筑、图书馆、雕塑园、剧场、室外餐厅、厅榭和住宅。哈德良别墅融合古代埃及、希腊、罗马的建筑风格，在1999年被联合国教育科学文化组织列入世界文化遗产名录。

## 圖庫

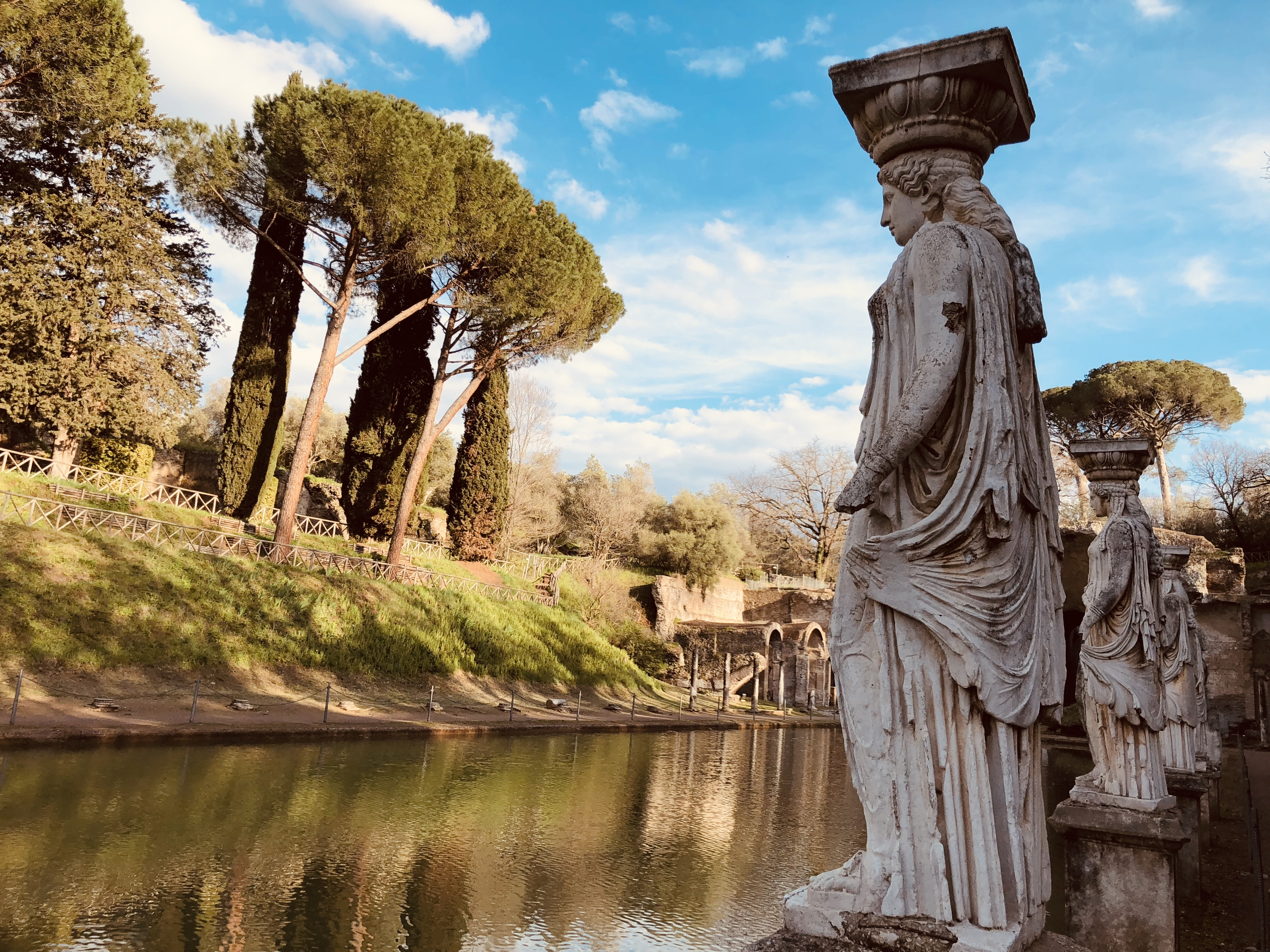
水池
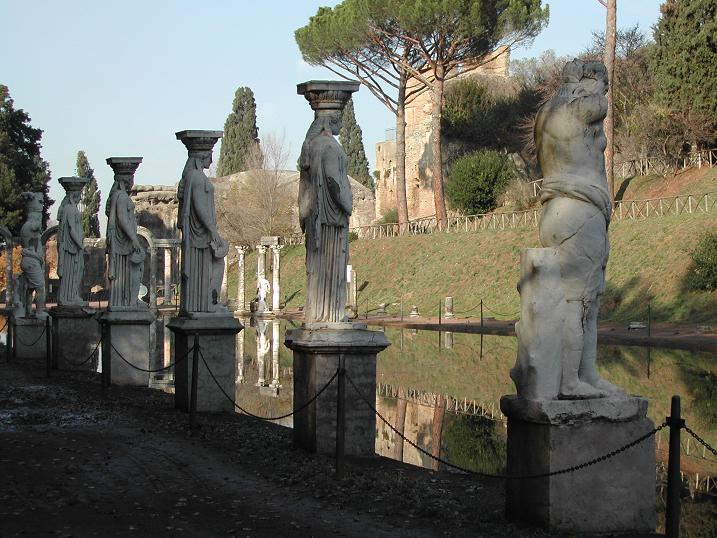
水池
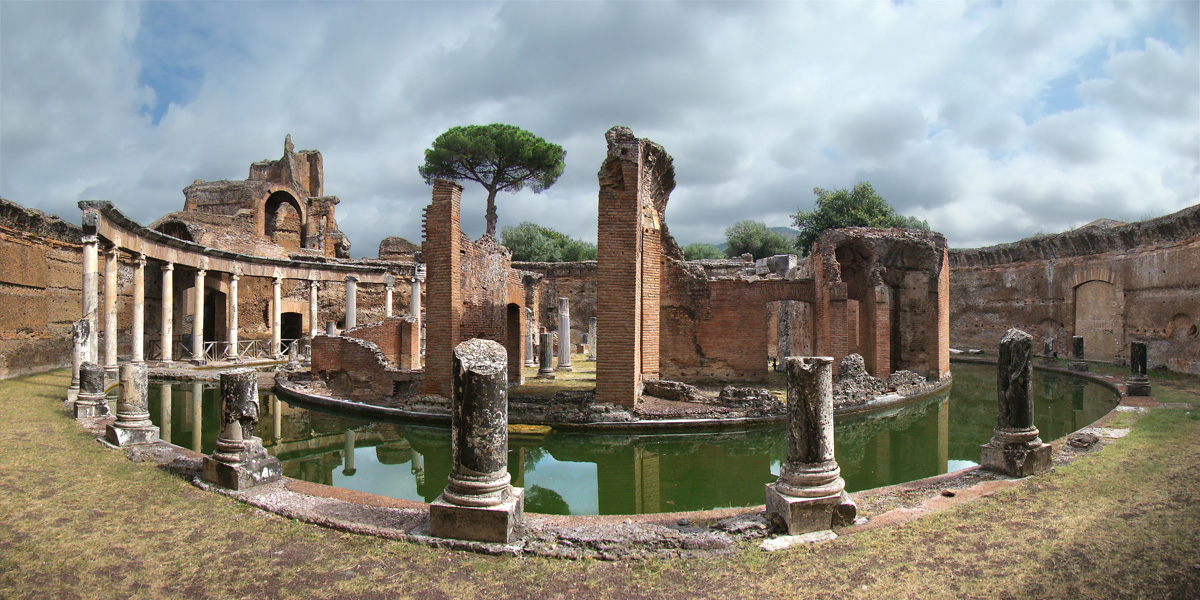
水池之二
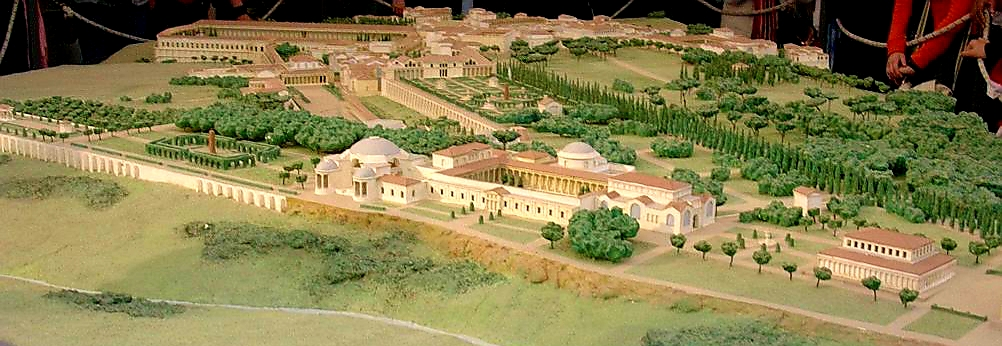
原貌模型
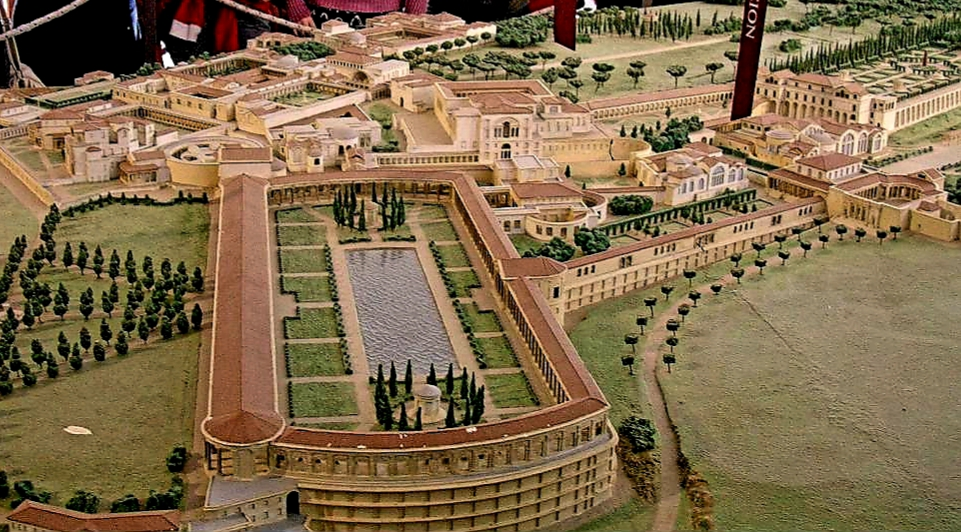
原貌模型
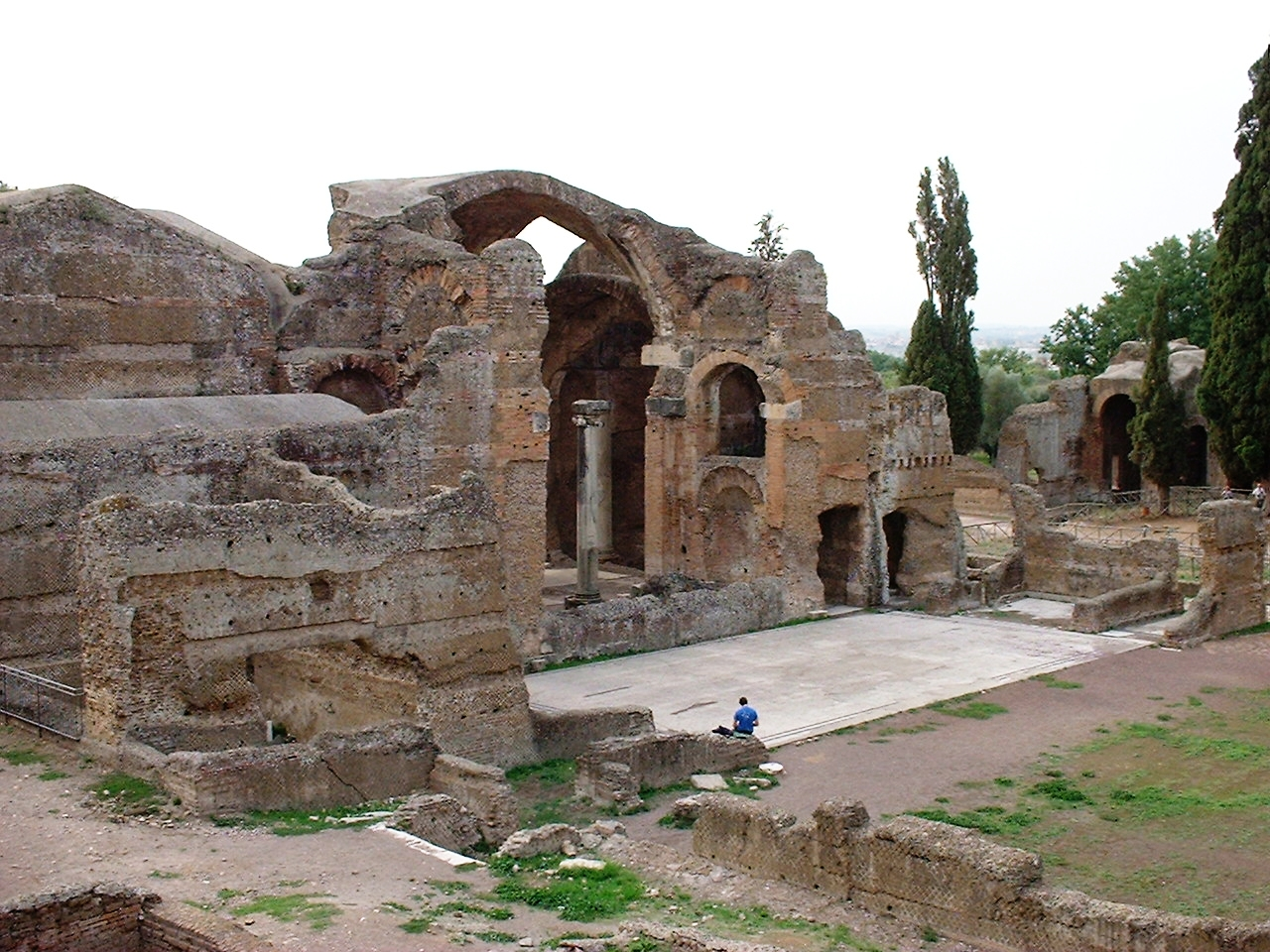
浴場
修復後的馬賽克，柏林旧博物馆

## 延伸閲讀
- 埃斯特别墅
- 格里高利別墅